# Aptesis leucotarsus
Aptesis leucotarsus är en stekelart som först beskrevs av Johann Ludwig Christian Gravenhorst 1829.  Aptesis leucotarsus ingår i släktet Aptesis och familjen brokparasitsteklar. Inga underarter finns listade.